# 77 그룹

G77 가입국

77 그룹의 기

77 그룹(영어: Group of 77, 통칭 G-77)은 국제 연합 내의 개발도상국의 연합체이다. 국제 연합의 하부 기구 중에 하나로서 개발도상국을 대상으로 경제적으로 이익을 얻고 선진국으로 갈 수 있는 발판을 다지기 위해 만들어진 기구이다. 77개국의 모임으로 출발하여 77그룹이라는 이름을 얻었으며, 이후 많은 개발도상국들이 계속 새롭게 참여하여 2016년 12월 기준으로 134개국이 가입해 있으며 2016년 의장은 태국이다.

## 개요
1964년 3월 제네바에서 개최된 제1차 국제연합무역개발회의는 제3세계 국가들이 경제개발과 자립화라는 지상과제와 자본주의의 불균등 모순에서 촉발된 남북문제의 해결·시정을 목적으로 선진 자본주의 국가들에 대한 연대적 노력의 결과로 이루어진 것이었다. 국제연합 경제총회로 지칭되는 UNCTAD 제1차 총회에서 제3세계권에 속하는 개발도상국 77개국이 선진국과의 협상에 있어서 의견통일과 공동대처를 도모할 목적으로 공동선언을 채택함으로써 출범, 77그룹이라는 명칭이 붙었다. 조직과 형식을 갖춘 특정기구는 아니지만 UNCTAD는 물론 국제연합·경제관련 기구나 회의에서 개발도상국가들의 권익을 대변하고 있다. 비동맹회의가 제3세계 비동맹운동의 정치적 중추라고 한다면 77그룹은 그와 동일한 성격의 경제적 협력체라고 볼 수 있다. UNCTAD나 GATT 등 국제회의에 대비해 개최되는 각료급 회의가 유일한 조직 형식이지만 대선진국 협상에서의 연대성은 매우 강하다. 주로 개발도상국간의 협력촉진, 남북문제 시정, 관세장벽 철폐, 선진국의 원조·투자견인 등을 목표로 하여 지속적인 대선진국 협상을 벌여 부분적이나마 성과를 거두었다. 근래에는 폴란드·루마니아·중앙아시아제국 등 러시아 및 동유럽 국가들도 가입해 있다.

## 역사
1963년 76개 국가들의 대 선진국 협상능력을 강화하기 위한 비공식 모임으로 출발하였다. 더욱 강력한 협상능력을 갖추기 위해서는 정식 모임이 필요하다는 공감대가 형성되었다. 이에 76개국 중 다른 개발도상국과 입장이 다소 다른 뉴질랜드가 빠지고 당시 국제 연합 회원국은 아니었던 대한민국과 베트남 공화국이 추가되어 77개국이 공동으로 비준한 국제연합무역개발회의(UNCTAD)의 '77개국 공동 선언'을 기초로, 1964년 6월 15일 생겨났고, 77개국이 참여했다고 하여 77 그룹이라는 명칭을 사용하게 되었다. 첫 번째 총회는 1967년, 알제리의 알제에서 열렸고 이때 '알제 헌장'이 채택되었다. 이때 한 회의를 통해서 독자적인 규약을 비롯해 관련국 간의 논의 사항 범위 등이 정해지게 됐다. 로마의 국제 연합 식량 농업 기구(FAO), 빈의 국제 연합 공업 개발 기구(UNIDO), 파리의 국제 연합 교육 과학 문화 기구(UNESCO), 나이로비의 국제 연합 환경 계획(UNEP), 워싱턴 D.C.의 24 그룹(G-24)에도 77 그룹에 대한 조항이 있다.
이후 지속적으로 가입국이 확대되어, 아시아, 아프리카, 라틴아메리카, 오세아니아의 대부분의 개발도상국은 지역과 이념, 빈부와 문화적 차이에 관계없이 참가하고 있다. 원가맹국 77개국 중 7개국은 탈퇴한 상태인데, 대한민국, 멕시코
는 OECD에 가입하면서 이 그룹을 떠났으며 키프로스, 몰타, 루마니아는 EU에 가입하면서 이 그룹을 떠났으며, 유고슬라비아는 나라가 분열된 후 참가하지 않았다(유고슬라비아 구성국 중 보스니아헤르체고비나는 후에 가입함). 팔라우는 성장이 아닌 환경을 추구해 2004년에 그룹을 떠났다.

## 가입국
1. 가나
2. 가봉
3. 가이아나
4. 감비아
5. 과테말라
6. 그레나다
7. 기니
8. 기니비사우
9. 나미비아
10. 나우루
11. 나이지리아
12. 남아프리카공화국
13. 남수단
14. 네팔
15. 니제르
16. 니카라과
17. 도미니카 공화국
18. 도미니카 연방
19. 동티모르
20. 라오스
21. 라이베리아
22. 레바논
23. 레소토
24. 르완다
25. 리비아
26. 마다가스카르
27. 마셜 제도
28. 말라위
29. 말레이시아
30. 말리
31. 모로코
32. 모리셔스
33. 모리타니
34. 모잠비크
35. 몰디브
36. 몽골
37. 미얀마
38. 미크로네시아 연방
39. 바누아투
40. 바레인
41. 바베이도스
42. 바하마
43. 방글라데시
44. 베냉
45. 베네수엘라
46. 베트남
47. 벨리즈
48. 보스니아 헤르체고비나
49. 보츠와나
50. 볼리비아
51. 부룬디
52. 부르키나파소
53. 부탄
54. 브라질
55. 브루나이
56. 사모아
57. 사우디아라비아
58. 상투메프린시페
59. 세네갈
60. 세이셸
61. 세인트루시아
62. 세인트빈센트 그레나딘
63. 세인트키츠 네비스
64. 소말리아
65. 솔로몬제도
66. 수단
67. 수리남
68. 스리랑카
69. 스와질란드
70. 시리아
71. 시에라리온
72. 싱가포르
73. 아랍에미리트
74. 아르헨티나
75. 아이티
76. 아프가니스탄
77. 알제리
78. 앙골라
79. 앤티가바부다
80. 에리트레아
81. 에콰도르
82. 에티오피아
83. 엘살바도르
84. 예멘
85. 오만
86. 온두라스
87. 요르단
88. 우간다
89. 우루과이
90. 이라크
91. 이란
92. 이집트
93. 인도
94. 인도네시아
95. 자메이카
96. 잠비아
97. 적도 기니
98. 조선민주주의인민공화국
99. 중앙아프리카공화국
100. 중화인민공화국
101. 지부티
102. 짐바브웨
103. 차드
104. 칠레
105. 카메룬
106. 카보베르데
107. 카타르
108. 캄보디아
109. 케냐
110. 코모로
111. 코스타리카
112. 코트디부아르
113. 콜롬비아
114. 콩고 공화국
115. 콩고 민주 공화국
116. 쿠바
117. 쿠웨이트
118. 키리바시
119. 타이
120. 타지키스탄
121. 탄자니아
122. 토고
123. 통가
124. 투르크메니스탄
125. 튀니지
126. 트리니다드토바고
127. 파나마
128. 파라과이
129. 파키스탄
130. 파푸아뉴기니
131. 팔레스타인
132. 페루
133. 피지
134. 필리핀

## 같이 보기
- 비동맹 운동
- 제3세계
- 남남 협력
- G20 개발도상국
- 기후변화와 정치